# باربارا إدين
باربارا إدين (بالإنجليزية: Barbara Eden)‏ هي مغنية وممثلة أمريكية، ولدت في 23 أغسطس 1931 بتوسان في الولايات المتحدة. بدأت مشوارها المهني سنة 1956.

## أعمال

### مسلسلات
- آي دريم أوف جيني
- الساحرة المراهقة سابرينا
- دالاس

## وصلات خارجية
- باربارا إدين على موقع IMDb (الإنجليزية)
- باربارا إدين على موقع ميتاكريتيك (الإنجليزية)
- باربارا إدين على موقع روتن توميتوز (الإنجليزية)
- باربارا إدين على موقع قاعدة بيانات الأفلام العربية
- باربارا إدين على موقع ألو سيني (الفرنسية)
- باربارا إدين على موقع ميوزك برينز (الإنجليزية)
- باربارا إدين على موقع تيرنر كلاسيك موفيز (الإنجليزية)
- باربارا إدين على موقع أول موفي (الإنجليزية)
- باربارا إدين على موقع قاعدة بيانات الأفلام السويدية (السويدية)
- باربارا إدين على موقع إن إن دي بي (الإنجليزية)